# Bad Boy Records

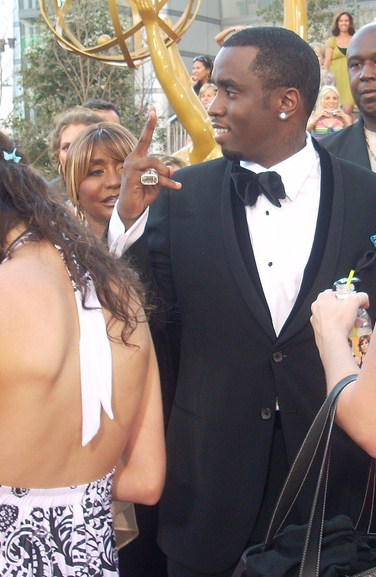
Zakladatel Bad Boy Records Sean Combs.

Bad Boy Records (původně Bad Boy Entertainment) je americká hudební nahrávací společnost založena v roce 1993 hudebním producentem a rapperem Seanem Combsem a jeho obchodním společníkem Markem Pittsem. Label spadá pod mateřskou společnost Warner Music Group, distribuci zajišťuje Atlantic Records.

## Historie

### Počátky (1993-94)
Poté, co byl Sean Combs vyhozen v roce 1993 od společnosti Uptown Records, založil se svým známým od Uptown Records Markem Pittsem vlastní label nazvaný Bad Boy Records. Prezidentem labelu se stal hudební producent, textař a zpěvák Harve Pierre. Roku 1993 byli k labelu upsáni (mimo Seana Combse a Harveho Pierrea) produkční tým The Hitmen a rappeři Craig Mack a The Notorious B.I.G., kterého Sean Combs původně plánoval upsat pod Uptown Records. Prvním počinem, který byl vydán u Bad Boy Records byl později zlatý singl rappera The Notorious B.I.G. nazvaný "Juicy", a to 8. srpna 1994. V září 1994 bylo vydáno album The Notoriouse B.I.G. - Ready to Die, které se stalo 4x platinové a vyšplhalo se na 15. příčku v americké hitparádě Billboard 200. Tím se proslavil i label. Týden po vydání alba The Notoriouse B.I.G. bylo vydáno album Project: Funk Da World rappera Craig Macka. Album se stalo zlatým. Obsahovalo velmi úspěšný singl "Flava In Ya Ear", který získal ocenění platinový singl a umístil se na 9. příčce v žebříčku Billboard Hot 100, čímž se stal prvním "Bad Boy" singlem v Top 10 US hitparády.

### R&B éra (1995-96)
Ke konci roku 1994 Sean Combs k labelu upsal zpěvačku Faith Evans a skupinu Total. Roku 1995 podepsal smlouvu se zpěvákem Mario Winansem a rapperam Masem. Ve stejném roce vydal debutové album zpěvačce Faith Evans. Album Faith bylo vydáno v srpnu 1995, umístilo se na 22. příčce v Billboard 200 a stalo se platinovým. Na začátku roku 1996 se k labelu přidala skupina 112. Ve stejném roce byly vydány stejnojmenná debutová alba skupin Total a 112. Album skupiny Total získalo ocenění platinová deska a album skupiny 112 bylo dokonce 2x platinové.

### Vrchol (1997)
Rok 1997 byl ve znamení druhého alba rappera The Notorious B.I.G., ten se však vydání alba Life After Death již nedožil, jelikož podlehl zraněním, které utrpěl když byl v březnu 1997 v Los Angeles postřelen. Album se dostalo ještě téhož měsíce do prodeje, poprvé v historii labelu obsadilo první pozici v žebříčku Billboard 200, prodalo se ho přes 6 milionů a jelikož šlo o dvojalbum tak získalo ocenění diamantová deska. Singl "Hypnotize" se vyšplhal na první místo v žebříčku Billboard Hot 100, také poprvé v historii labelu.
V červenci 1997 vydal své debutové album Sean Combs pod přezdívkou "Puff Daddy", album No Way Out, na kterém se podíleli všichni z Bad Boy Records, debutovalo na první pozici Billboard 200 a stalo se 7x platinovým, a to především díky #1 singlům "Can't Nobody Hold Me Down" a "I'll Be Missing You", druhý jmenovaný je vzpomínkovou písní pro rappera The Notorious B.I.G.
Veleúspěšný rok 1997 zakončilo vydání debutového alba rappera Mase - Harlem World obsadil první pozici v Billboard 200 a stal se 4x platinovým.

### Bad Boy Records po Biggiem (1998-02)
V roce 1998 se k labelu upsala rapová skupina The LOX a ihned vydali platinový debut Money, Power & Respect. Ve stejném roce vydaly své druhé album zpěvačka Faith Evans a skupiny Total a 112. Album Faith Evans Keep the Faith se stalo platinovým, album skupiny Total Kima, Keisha, and Pam zlatým a album skupiny 112 Room 112 znovu 2x platinovým.
Roku 1999 vydali své druhé album rappeři Mase, jeho Double Up se stal platinovým, a Sean Combs, jeho Forever bylo také platinové. Také bylo vydáno posmrtné album rappera The Notorious B.I.G. - Born Again se stal 2x platinovým.
Rok 2000 uvedl u Bad Boy nové tváře, svá debutová alba zde vydali: Black Rob - Life Story, Carl Thomas - Emotional a Shyne - Shyne, všechna platinová.
Nové tváře provázely i rok 2001, kdy u Bad Boy Records vydala své debutové album skupina Dream, jejich It Was All a Dream se stal platinovým. Svá třetí alba v tomto roce vydali: Faith Evans, skupina 112 a Sean Combs, tentokrát pod přezdívkou P.Diddy. Všechna získala ocenění platinová deska.
O rok později P. Diddy vydal úspěšnou 2x platinovou kompilaci We Invented The Remix: Volume 1.

### Pomalý úpadek (2003-05)
V tomto období Sean Combs upsal skupinu Boyz n da Hood, rappera Aasima a zpěvačky Kalenna Harper a Dawn Richard, poslední dvě zmíněné s Seanem Combsem v roce 2010 založily skupinu Diddy-Dirty Money. Roku 2003 byl vydán platinový soundtrack k filmu Bad Boys 2 ("Mizerové 2"). Dále nepříliš úspěšná alba skupin Da Band, 112 a rappera Loona.
Roku 2004 sean Combs upsal skupiny New Edition a B5, a duo 8Ball & MJG. Byla vydána zlatá alba Carla Thomase, Mario Winanse, 8Ball & MJG a Mase. Také neúspěšný debut skupiny New Edition.
Rok 2005 byl plný zklamání po problémových albech skupin Boyz n da Hood a B5, stejně tak neúspěšném albu rappera Black Roba. Jediným úspěchem bylo druhé a poslední posmrtně vydané album rappera The Notorious B.I.G. nazvané Duets: The Final Chapter, které se stalo platinovým.

### Krátké oživení: Nová krev v labelu (2006)
Roku 2006 Sean Combs přijal nové umělce, a to rappera Yung Joca a skupinu Danity Kane. Jejich debutová alba se stala platinovými. Také Sean Combs vydal své další album, nyní pod přezdívkou Diddy, jeho Press Play se stalo zlatým. Stejného úspěchu ale nedosáhla alba zpěvačky Cassie a zpěváka Christiana Daniela.

### Další úpadek (2007-nyní)
Roku 2007 byla vydána neúspěšná alba umělců: 8Ball & MJG, Yung Joca, B5, Gorilla Zoe a Boyz n da Hood. Pro mnoho z nich to znamenalo konec spolupráce s Bad Boy Records.
Druhé album skupiny Danity Kane bylo jediným úspěchem roku 2008, stalo se platinovým. Ostatní alba vydaná tohoto roku propadla v prodejích. Šlo o debutová alba nováčků Cheri Dennis, Donnie Klang a skupiny Day26. Rok 2009 byl opakováním roku předchozího s druhými alby rappera Gorilla Zoe a skupiny Day26.
Roku 2010 byly vydány opět nepříliš úspěšná alba zpěvačky Janelle Monáe a již dříve zmíněné skupiny Diddy-Dirty Money.
Roku 2011 přibyli na label rappeři Machine Gun Kelly a French Montana.

## Spor mezi Bad Boy a Death Row Records
Komerční úspěchy alb vydaných u Bad Boy Records vrátily prvenství newyorskému hip hopu, který upadal od konce 80. let 20. století, kdy se oblíbenějším stal kalifornský Gangsta rap. To vyvolalo ostrý konflikt mezi rappery a fanoušky z východního a západního pobřeží USA známý jako "East Coast-West Coast hip hop rivalry". Bad Boy Records v hudební rovině sporu reprezentovala východní pobřeží, zatímco západní pobřeží zastupovali umělci z Death Row Records, v čele s 2Pacem a CEO labelu Suge Knightem. Spor vyústil v postřelení Tupaca v roce 1996 a The Notoriouse B.I.G. v roce 1997, oba svým zraněním podlehli.

## Seznam umělců
- Seznam umělců nahrávajících pod labelem Bad Boy Records.

### Současní
| Umělec        | Roky působení | Počet alb u BBR |
| ------------- | ------------- | --------------- |
| Diddy         | 1993- nyní    | (6)             |
| The Hitmen    | 1993- nyní    | Tým producentů  |
| Janelle Monáe | 2007- nyní    | (4)             |
| King Combs    | 2016- nyní    | (2)             |
| Quincy        | 2016- nyní    | —               |

### Bývalí
| Umělec               | Roky působení | Počet alb u BBR |
| -------------------- | ------------- | --------------- |
| The Notorious B.I.G. | 1993-1997     | (6)             |
| Craig Mack           | 1993-1995     | (1)             |
| Faith Evans          | 1994-2004     | (3)             |
| Total                | 1995-2000     | (2)             |
| 112                  | 1995-2003     | (4)             |
| Mase                 | 1995-2010     | (3)             |
| Mario Winans         | 1995-2014     | (1)             |
| The LOX              | 1997-2000     | (1)             |
| Black Rob            | 1998-2005     | (2)             |
| Shyne                | 1998-2001     | (1)             |
| Dream                | 1998-2003     | (1)             |
| G. Dep               | 1998-2003     | (1)             |
| Carl Thomas          | 1999-2005     | (2)             |
| Cheri Dennis         | 2001-2011     | (1)             |
| Da Band              | 2002-2004     | (1)             |
| Loon                 | 2003-2005     | (1)             |
| New Edition          | 2003-2005     | (1)             |
| Boyz n da Hood       | 2003-2008     | (2)             |
| Kalenna Harper       | 2004-2008     | -               |
| 8Ball & MJG          | 2004-2008     | (2)             |
| Yung Joc             | 2004-2008     | (2)             |
| Aasim                | 2004-2008     | -               |
| B5                   | 2005-2009     | (2)             |
| Danity Kane          | 2005-2009     | (2)             |
| Christian Daniel     | 2006          | (1)             |
| Jordan McCoy         | 2006-2008     | -               |
| Elephant Man         | 2007-2010     | (1)             |
| Day26                | 2007-2009     | (2)             |
| Donnie Klang         | 2007-2010     | (1)             |
| Gorilla Zoe          | 2007-2010     | (3)             |
| Dirty Money          | 2009-2012     | (1)             |
| Cassie               | 2006-2021     | (1)             |
| Red Café             | 2009-2018     | -               |
| French Montana       | 2011-2022     | (4)             |
| Machine Gun Kelly    | 2011-2024     | (6)             |

## Diskografie

### Úspěšná alba
| Rok  | Album                                                                                            | Umístění v hitparádě | Umístění v hitparádě | Ocenění          |
| Rok  | Album                                                                                            | US 200               | US Hip-Hop           | Ocenění          |
| ---- | ------------------------------------------------------------------------------------------------ | -------------------- | -------------------- | ---------------- |
| 1994 | The Notorious B.I.G. - Ready to Die - Vydáno: 13. září 1994 - Vydavatel: Bad Boy                 | 15                   | 3                    | US: 4x platinové |
| 1994 | Craig Mack - Project: Funk Da World - Vydáno: 20. září 1994 - Vydavatel: Bad Boy                 | 21                   | 6                    | US: zlaté        |
| 1995 | Faith Evans - Faith - Vydáno: 29. srpna 1995 - Vydavatel: Bad Boy                                | 22                   | 2                    | US: platinové    |
| 1996 | Total - Total - Vydáno: 13. února 1996 - Vydavatel: Bad Boy                                      | 23                   | 4                    | US: platinové    |
| 1996 | 112 - 112 - Vydáno: 27. srpna 1996 - Vydavatel: Bad Boy                                          | 37                   | 5                    | US: 2x platinové |
| 1997 | The Notorious B.I.G. - Life After Death - Vydáno: 25. března 1997 - Vydavatel: Bad Boy           | 1                    | 1                    | US: diamantové   |
| 1997 | Puff Daddy - No Way Out - Vydáno: 22. července 1997 - Vydavatel: Bad Boy                         | 1                    | 1                    | US: 7x platinové |
| 1997 | Mase - Harlem World - Vydáno: 28. října 1997 - Vydavatel: Bad Boy                                | 1                    | 1                    | US: 4x platinové |
| 1998 | The LOX - Money, Power & Respect - Vydáno: 28. ledna 1998 - Vydavatel: Bad Boy                   | 3                    | 1                    | US: platinové    |
| 1998 | Faith Evans - Keep the Faith - Vydáno: 27. října 1998 - Vydavatel: Bad Boy                       | 6                    | 3                    | US: platinové    |
| 1998 | Total - Kima, Keisha, and Pam - Vydáno: 3. listopadu 1998 - Vydavatel: Bad Boy                   | 39                   | 9                    | US: zlaté        |
| 1998 | 112 - Room 112 - Vydáno: 10. listopadu 1998 - Vydavatel: Bad Boy                                 | 20                   | 6                    | US: 2x platinové |
| 1999 | Mase - Double Up - Vydáno: 15. června 1999 - Vydavatel: Bad Boy                                  | 11                   | 2                    | US: platinové    |
| 1999 | Puff Daddy - Forever - Vydáno: 24. srpna 1999 - Vydavatel: Bad Boy                               | 2                    | 1                    | US: platinové    |
| 1999 | The Notorious B.I.G. - Born Again - Vydáno: 7. prosince 1999 - Vydavatel: Bad Boy                | 1                    | 1                    | US: 2x platinové |
| 2000 | Black Rob - Life Story - Vydáno: 7. března 2000 - Vydavatel: Bad Boy                             | 3                    | 1                    | US: platinové    |
| 2000 | Carl Thomas - Emotional - Vydáno: 18. dubna 2000 - Vydavatel: Bad Boy                            | 9                    | 2                    | US: platinové    |
| 2000 | Shyne - Shyne - Vydáno: 26. září 2000 - Vydavatel: Bad Boy, Arista                               | 5                    | 2                    | US: platinové    |
| 2001 | Dream - It Was All a Dream - Vydáno: 23. ledna 2001 - Vydavatel: Bad Boy                         | 6                    | 11                   | US: platinové    |
| 2001 | 112 - Part III - Vydáno: 20. března 2001 - Vydavatel: Bad Boy                                    | 2                    | 1                    | US: platinové    |
| 2001 | P. Diddy - The Saga Continues... - Vydáno: 10. července 2001 - Vydavatel: Bad Boy                | 2                    | 2                    | US: platinové    |
| 2001 | Faith Evans - Faithfully - Vydáno: 6. listopadu 2001 - Vydavatel: Bad Boy                        | 14                   | 2                    | US: platinové    |
| 2002 | P. Diddy - We Invented the Remix - Vydáno: 14. května 2002 - Vydavatel: Bad Boy, Arista          | 1                    | 2                    | US: 2x platinové |
| 2003 | VA - Bad Boys II: The Soundtrack - Vydáno: 15. července 2003 - Vydavatel: Bad Boy, Universal     | 1                    | 1                    | US: platinové    |
| 2003 | Da Band - Too Hot for TV - Vydáno: 30. září 2003 - Vydavatel: Bad Boy                            | 2                    | 1                    | US: zlaté        |
| 2004 | Carl Thomas - Let's Talk About It - Vydáno: 23. března 2004 - Vydavatel: Bad Boy                 | 4                    | 2                    | US: zlaté        |
| 2004 | Mario Winans - Hurt No More - Vydáno: 20. dubna 2004 - Vydavatel: Bad Boy                        | 2                    | 1                    | US: zlaté        |
| 2004 | 8Ball & MJG - Living Legends - Vydáno: 11. května 2004 - Vydavatel: Bad Boy South                | 3                    | 1                    | US: zlaté        |
| 2004 | Mase - Welcome Back - Vydáno: 24. srpna 2004 - Vydavatel: Bad Boy                                | 4                    | 3                    | US: zlaté        |
| 2005 | The Notorious B.I.G. - Duets: The Final Chapter - Vydáno: 20. prosince 2005 - Vydavatel: Bad Boy | 3                    | 3                    | US: platinové    |
| 2006 | Yung Joc - New Joc City - Vydáno: 6. června 2006 - Vydavatel: Bad Boy, Atlantic                  | 3                    | 1                    | US: platinové    |
| 2006 | Danity Kane - Danity Kane - Vydáno: 22. srpna 2006 - Vydavatel: Bad Boy, Atlantic                | 1                    | 2                    | US: platinové    |
| 2006 | Diddy - Press Play - Vydáno: 17. října 2006 - Vydavatel: Bad Boy, Atlantic                       | 1                    | 1                    | US: zlaté        |
| 2008 | Danity Kane - Welcome to the Dollhouse - Vydáno: 18. března 2008 - Vydavatel: Bad Boy, Atlantic  | 1                    | 1                    | US: platinové    |